# Chmiel Pierwszy
Chmiel [pronunciación en polaco: /ˈxmjɛl ˈpjɛrfʂɨ/] es un pueblo ubicado en el distrito administrativo de Gmina Jabłonna, dentro del condado de Lublin, Voivodato de Lublin, en el este de Polonia. Se encuentra a unos 7 kilómetros al este de Jabłonna y a 19 kilómetros al sureste de la capital regional Lublin.
El pueblo tiene actualmente una población de 330 habitantes.